# Église Saint-Thérapon de Mytilène
L'Église Saint-Thérapon (grec moderne : Εκκλησία Αγίου Θεράποντος) est une église orthodoxe située dans la ville de Mytilène, sur l'île de Lesbos, en Grèce,.

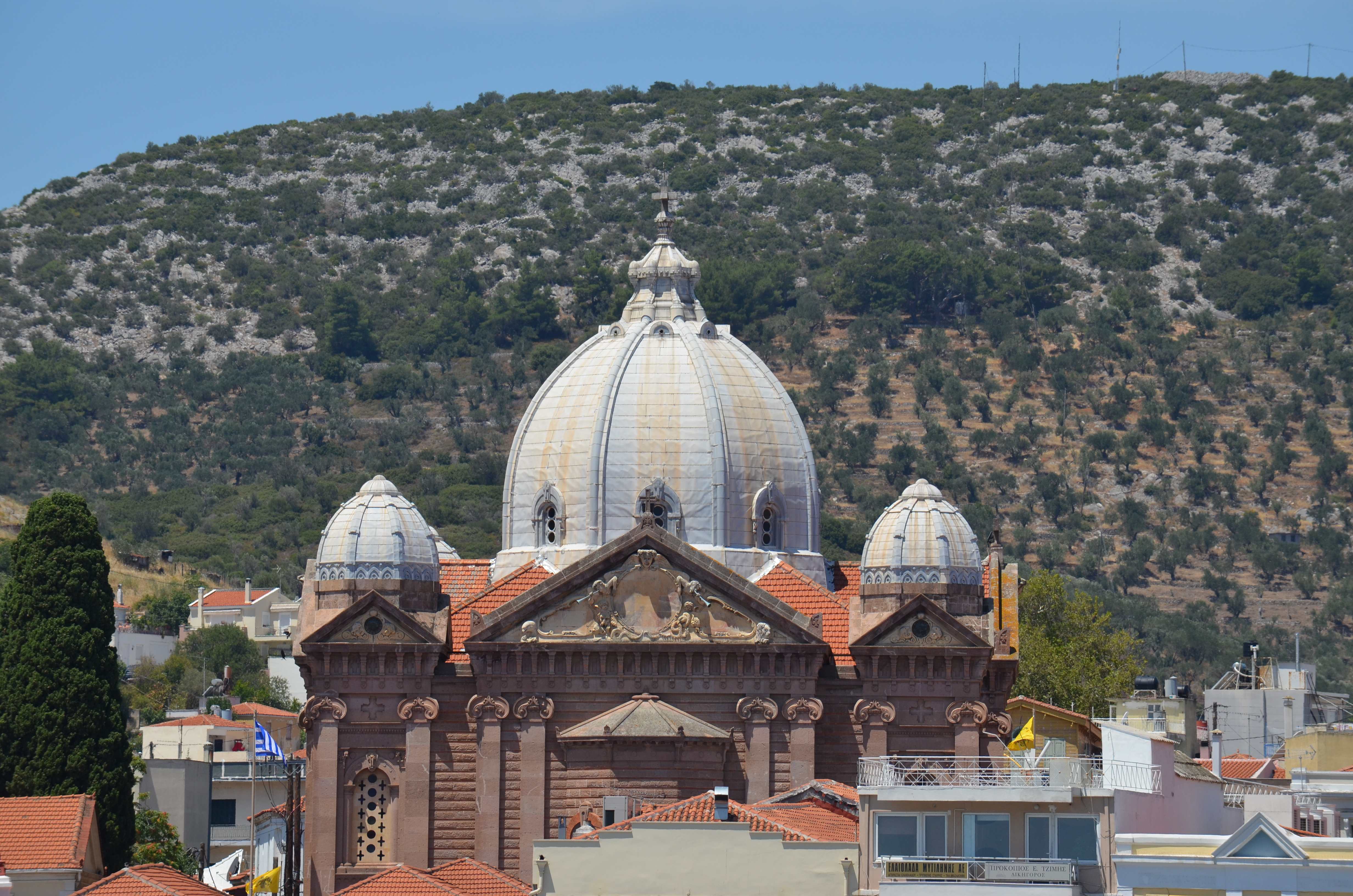
Vue du dôme de l'église.

Les travaux de construction de l'église commencent dans les années 1850 et s'achèvent en 1935. Les plans du bâtiment sont réalisés par l'architecte local Argýris Adalís, disciple d'Ernst Ziller, qui aide ce dernier dans ses projets de construction à Athènes. L'église est dédiée à Saint Thérapon,.
L'église est la plus grande de l'île. Elle est de forme cruciforme et possède un dôme de grande taille. Le bâtiment de l'église possède un style distinctif, combinant des éléments d'architecture byzantine, gothique, baroque, rococo et néo-classique. L'église abrite une icône de Saint Thérapon datant de 1651. L'iconostase en bois est l'œuvre de Dimítrios Kóvalas,,.